# Anatoly Evgenyevich Karpov

Karpov năm 1993

Anatoly Evgenyevich Karpov (tiếng Nga: Анатолий Евгеньевич Карпов; sinh 23 tháng 5 năm 1951) là một đại kiện tướng cờ vua người Nga và là cựu vô địch cờ vua thế giới. Ông là nhà vô địch thế giới từ năm 1975 đến 1985, tham gia vào các trận chung kết để giành lại ngôi vô địch từ 1986 đến 1990 (tuy nhiên đều thất bại trước Garry Kasparov), sau đó là nhà vô địch thế giới của FIDE từ 1993 đến 1999 (khi có sự chia tách trong làng cờ vua thế giới).
Ông từng vô địch (hoặc đồng vô địch) 161 giải đấu trong sự nghiệp. Sự nghiệp thi đấu cờ chuyên nghiệp của ông theo thống kê có 1.118 trận thắng, 287 trận thua và 1.480 trận hoà trong 3.163 trận đấu, với hệ số Elo cao nhất là 2780. Theo bảng xếp hạng mới nhất của FIDE, Karpov không còn nằm trong 100 kì thủ hàng đầu thế giới.

## Thành tích

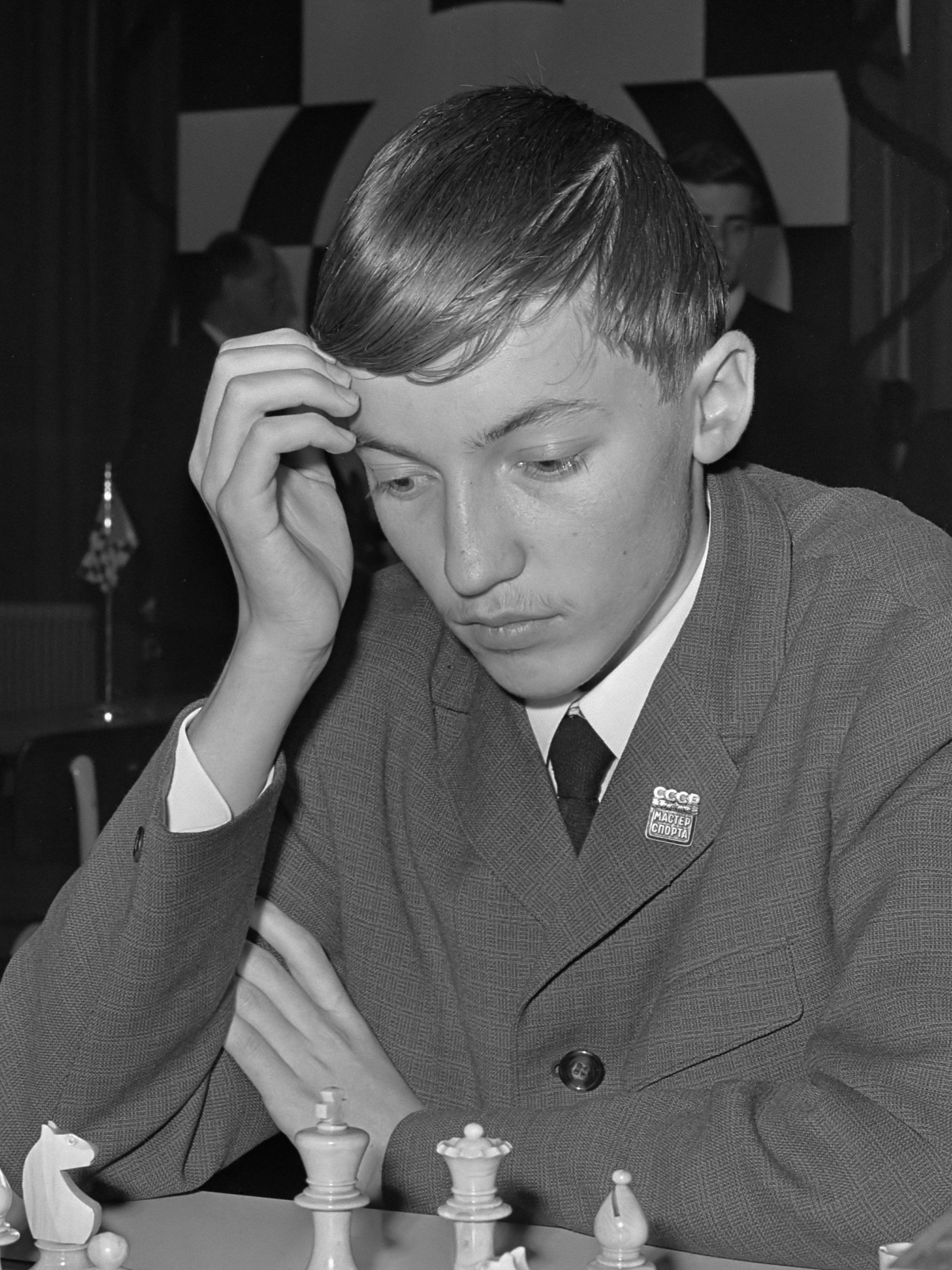
Karpov năm 1967

Karpov được người cha dạy cờ từ năm lên 4 tuổi, và sau đó tiến bộ rất nhanh: trở thành ứng cử viên cho chức kiện tướng năm 11 tuổi, kiện tướng chính thức năm 15 tuổi và đại kiện tướng năm 19 tuổi.
- Năm 18 tuổi Karpov giành chức vô địch Cờ vua trẻ.
- Vào các năm 1971, 1972, Karpov liên tục đạt số điểm đồng hạng nhất trong ba giải đấu (Moskva, Hastings, Texas)
- Năm 1973, tại Leningrad, Karpov đạt cùng số điểm hạng nhất với Viktor Korchnoi.
- Trong giải vô địch thế giới năm 1974, ở vòng loại Karpov thắng Lev Polugaevsky, Boris Spassky và Korchnoi. Trận cuối cùng với đương kim vô địch Bobby Fischer đã không diễn ra theo kì vọng của khán giả. Do những đòi hỏi từ phía Fischer mà FIDE cho là quá đáng, tháng 4 năm 1975 FIDE đã quyết định truất ngôi vua cờ của Fischer và phong danh hiệu này cho Karpov. Anatoly Karpov chính thức trở thành vua cờ mới của thế giới kể từ tháng 4 năm 1975.
- Năm 1978, tại Baguio, Karpov bảo vệ thành công ngôi vô địch khi thắng Korchnoi (thắng 6, thua 5, hòa 21 ván).
- Năm 1981, tại Merano, một lần nữa Korchnoi là ứng cử viên đấu chung kết với Karpov. Lần này Karpov đã thắng dễ dàng (thắng 6, thua 2, hòa 10).

|  |  |

- Năm 1985, sau 10 năm giữ chức vô địch thế giới, Karpov đã phải nhường lại ngôi vô địch cho Garry Kasparov (thắng 3 thua 5 hòa 16).
- Karpov còn giành lại chức vô địch FIDE (năm 1993) và giữ ngôi vị này cho đến tận năm 1999 (thua Aleksandr Khalifman).

Tháng 9 năm 2009, Karpov và kình địch Kasparov đã có trận đấu biểu diễn tại Valencia. Với 4 ván cờ nhanh và 8 ván cờ chớp, Karpov thua với tỉ số 3–9 (+2 =2 –8).
Theo đánh giá của Samuel Reshevsky, Karpov là kì thủ có khả năng công thủ toàn diện và tốc độ chơi cờ rất nhanh với một phong thái điềm tĩnh. Karpov có kiểu chơi giống như Mikhail Botvinnik.

## Sở thích
Bộ sưu tập tem phong phú của Karpov về tem Bỉ và tem Congo thuộc Bỉ cũng như lịch sử bưu chính bao gồm thư từ năm 1742 đến năm 1980 đã được công ty đấu giá của David Feldman bán từ tháng 12 năm 2011 đến năm 2012. Ông cũng được biết đến là người có bộ sưu tập tem cờ vua và sách cờ vua lớn. Thư viện cờ vua riêng của ông gồm 9000 cuốn sách.